# 莱昂纳多·迪卡普里奥提名和获奖作品列表
莱昂纳多·迪卡普里奥提名和获奖作品列表收录有美国演员莱昂纳多·迪卡普里奥获得过的所有提名和获奖记录。他一共有168项提名，其中54项提名最终获奖，4项提名最后获得亚军。其中包括7次奥斯卡金像奖、4次英国电影学院奖和9次美国演员工会奖的提名，在这几个奖项的提名中各获得一次大奖，而在金球奖共计12次提名中有3次最终获奖。

## 获奖历史概要
迪卡普里奥因在20世纪90年代早期的电视剧中扮演的角色获得了三项青年艺术家奖提名，分别是肥皂剧《圣巴巴拉》（Santa Barbara，1990年）、戏剧《为人父母》（Parenthood，1990年）和情景喜剧《成长的烦恼》（Growing Pains，1991年）。在这之后，他又在影片《魔精3》（Critters 3，1991年）中银幕出道。他在1993年的电影《不一样的天空》（What's Eating Gilbert Grape）中扮演了一个智障男孩，这一角色为他赢得了奥斯卡奖和金球奖最佳男配角的提名。三年后，他出演了《罗密欧与朱丽叶》（William Shakespeare's Romeo ＋ Juliet，1996年），并因此获得柏林国际电影节最佳男演员奖。迪卡普里奥在1997年的爱情片《泰坦尼克号》（Titanic）中与凯特·温丝莱特演对手戏，这是当时票房最高的电影。因为这部电影，他获得了MTV电影奖最佳男演员奖以及其演绎生涯的第一个金球奖最佳男演员提名。在2000年的青少年选择奖中，他凭借《海滩》（The Beach，2000年）中的出色演出获得了两项提名，其中包括最佳电影男主角。然而，这部电影也为他赢得了金酸莓奖最差男演员提名。迪卡普里奥在犯罪片《猫鼠游戏》（Catch Me If You Can，2002年）中饰演骗子艺术家小弗兰克·阿巴内尔，并出演了历史片《纽约黑帮》（Gangs of New York，2002年），该片为他赢得了2003年MTV电影奖的两项提名。
迪卡普里奥凭借在传记电影《飞行家》（The Aviator，2004年）中饰演的霍华德·休斯获得了他的第一个奥斯卡奖、英国电影和电视艺术学院奖和评论家选择电影奖的最佳男演员提名。最终他获得了金球奖最佳男演员奖。他接下来的作品《无间道风云》（The Departed，2006年）、战争惊悚片《血钻》（Blood Diamond，2006年）、《革命之路》（Revolutionary Road，2008年）和传记片《胡佛》（J. Edgar，2011年）等作品均获得了金球奖最佳男演员提名。迪卡普里奥凭借心理惊悚片《禁闭岛》（Shutter Island，2010年）和科幻惊悚片《盗梦空间》（Inception，2010年）获得土星奖最佳男演员提名。他在2013年的《华尔街之狼》（The Wolf of Wall Street）中参与影片的联合制作并出演股票经纪人乔丹·贝尔福特，这一角色为他赢得了金球奖最佳音乐及喜剧类电影男演员奖。这部电影也获得了几项奥斯卡奖提名，包括最佳影片和最佳男主角等，然而最终没有获得任何奖项。凭借在2015年的电影《荒野猎人》（The Revenant）中对探险家休·格拉斯的演绎，他获得了金球奖、英国电影和电视艺术学院奖以及奥斯卡最佳男演员奖。因在喜剧电影《好莱坞往事》（Once Upon a Time in Hollywood，2019年）中饰演一位上了年纪的电视演员，他再次获得奥斯卡奖、金球奖和英国电影和电视艺术学院奖最佳男演员提名。

## 獎項、榮譽和提名列表
| 頒獎典禮                 | 年份   | 獎項                                                                             | 作品                                                                      | 獲獎結果 | 參考來源 |
| ------------------------ | ------ | -------------------------------------------------------------------------------- | ------------------------------------------------------------------------- | -------- | -------- |
| 奧斯卡金像獎             | 1994年 | 最佳男配角                                                                       | 《不一樣的天空》（What's Eating Gilbert Grape）                           | 提名     |          |
| 奧斯卡金像獎             | 2005年 | 最佳男主角                                                                       | 《娛樂大亨》（The Aviator）                                               | 提名     |          |
| 奧斯卡金像獎             | 2007年 | 最佳男主角                                                                       | 《血鑽》（Blood Diamond）                                                 | 提名     |          |
| 奧斯卡金像獎             | 2014年 | 最佳男主角                                                                       | 《華爾街狼人》（The Wolf of Wall Street）                                 | 提名     |          |
| 奧斯卡金像獎             | 2014年 | 最佳影片                                                                         | 《華爾街狼人》（The Wolf of Wall Street）                                 | 提名     |          |
| 奧斯卡金像獎             | 2016年 | 最佳男主角                                                                       | 《復仇勇者》（The Revenant）                                              | 獲獎     |          |
| 奧斯卡金像獎             | 2020年 | 最佳男主角                                                                       | 《從前，有個荷里活》（Once Upon a Time in Hollywood）                     | 提名     |          |
| 英國電影學院獎           | 2005年 | 最佳男主角                                                                       | 《娛樂大亨》（The Aviator）                                               | 提名     |          |
| 英國電影學院獎           | 2007年 | 最佳男主角                                                                       | 《無間道風雲》（The Departed）                                            | 提名     |          |
| 英國電影學院獎           | 2014年 | 最佳男主角                                                                       | 《華爾街狼人》（The Wolf of Wall Street）                                 | 提名     |          |
| 英國電影學院獎           | 2016年 | 最佳男主角                                                                       | 《復仇勇者》（The Revenant）                                              | 獲獎     |          |
| 英國電影學院獎           | 2020年 | 最佳男主角                                                                       | 《從前，有個荷里活》（Once Upon a Time in Hollywood）                     | 提名     |          |
| 英國電影學院獎           | 2022年 | 最佳男主角                                                                       | 《千萬別抬頭》（Don't Look Up）                                           | 提名     |          |
| 金球獎                   | 1994年 | 最佳電影男配角                                                                   | 《不一樣的天空》（What's Eating Gilbert Grape）                           | 提名     |          |
| 金球獎                   | 1998年 | 最佳戲劇類電影男主角                                                             | 《鐵達尼號》（Titanic）                                                   | 提名     |          |
| 金球獎                   | 2003年 | 最佳戲劇類電影男主角                                                             | 《捉智雙雄》（Catch Me If You Can）                                       | 提名     |          |
| 金球獎                   | 2005年 | 最佳戲劇類電影男主角                                                             | 《娛樂大亨》（The Aviator）                                               | 獲獎     |          |
| 金球獎                   | 2007年 | 最佳戲劇類電影男主角                                                             | 《血鑽》（Blood Diamond）                                                 | 提名     |          |
| 金球獎                   | 2007年 | 最佳戲劇類電影男主角                                                             | 《無間道風雲》（The Departed）                                            | 提名     |          |
| 金球獎                   | 2009年 | 最佳戲劇類電影男主角                                                             | 《浮生路》（Revolutionary Road）                                          | 提名     |          |
| 金球獎                   | 2012年 | 最佳戲劇類電影男主角                                                             | 《J·艾德格》（J. Edgar）                                                  | 提名     |          |
| 金球獎                   | 2013年 | 最佳電影男配角                                                                   | 《黑殺令》（Django Unchained）                                            | 提名     |          |
| 金球獎                   | 2014年 | 最佳音樂劇及喜劇類電影男主角                                                     | 《華爾街狼人》（The Wolf of Wall Street）                                 | 獲獎     |          |
| 金球獎                   | 2016年 | 最佳戲劇類電影男主角                                                             | 《復仇勇者》（The Revenant）                                              | 獲獎     |          |
| 金球獎                   | 2020年 | 最佳音樂劇及喜劇類電影男主角                                                     | 《從前，有個荷里活》（Once Upon a Time in Hollywood）                     | 提名     |          |
| 金球獎                   | 2022年 | 最佳音樂劇及喜劇類電影男主角                                                     | 《千萬別抬頭》（Don't Look Up）                                           | 提名     |          |
| 美國演員工會獎           | 1997年 | 最佳電影卡司                                                                     | 《一切從心開始》（Marvin's Room）                                         | 提名     |          |
| 美國演員工會獎           | 1998年 | 最佳電影卡司                                                                     | 《鐵達尼號》（Titanic）                                                   | 提名     |          |
| 美國演員工會獎           | 2005年 | 最佳男主角                                                                       | 《娛樂大亨》（The Aviator）                                               | 提名     |          |
| 美國演員工會獎           | 2005年 | 最佳電影卡司                                                                     | 《娛樂大亨》（The Aviator）                                               | 提名     |          |
| 美國演員工會獎           | 2007年 | 最佳男主角                                                                       | 《血鑽》（Blood Diamond）                                                 | 提名     |          |
| 美國演員工會獎           | 2007年 | 最佳男配角                                                                       | 《無間道風雲》（The Departed）                                            | 提名     |          |
| 美國演員工會獎           | 2007年 | 最佳電影卡司                                                                     | 《無間道風雲》（The Departed）                                            | 提名     |          |
| 美國演員工會獎           | 2012年 | 最佳男主角                                                                       | 《J·艾德格》（J. Edgar）                                                  | 提名     |          |
| 美國演員工會獎           | 2016年 | 最佳男主角                                                                       | 《復仇勇者》（The Revenant）                                              | 獲獎     |          |
| 美國演員工會獎           | 2020年 | 最佳男主角                                                                       | 《從前，有個荷里活》（Once Upon a Time in Hollywood）                     | 提名     |          |
| 美國演員工會獎           | 2020年 | 最佳電影卡司                                                                     | 《從前，有個荷里活》（Once Upon a Time in Hollywood）                     | 提名     |          |
| 美國演員工會獎           | 2022年 | 最佳電影卡司                                                                     | 《千萬別抬頭》（Don't Look Up）                                           | 提名     |          |
| 柏林影展                 | 1997年 | 最佳男演員銀熊獎                                                                 | 《羅密歐與茱麗葉之後現代激情篇》（William Shakespeare's Romeo + Juliet）  | 獲獎     |          |
| 澳大利亚影视艺术学院     | 2011年 | 国际奖最佳男主角                                                                 | 《胡佛》（J. Edgar）                                                      | 提名     | [ 10 ]   |
| 澳大利亚影视艺术学院     | 2013年 | 国际奖最佳男主角                                                                 | 《华尔街之狼》（The Wolf of Wall Street）                                 | 提名     | [ 11 ]   |
| 澳大利亚影视艺术学院     | 2013年 | 最佳男主角                                                                       | 《了不起的盖茨比》（The Great Gatsby）                                    | 獲獎     | [ 11 ]   |
| 澳大利亚影视艺术学院     | 2016年 | 国际奖最佳男主角                                                                 | 《荒野猎人》（The Revenant）                                              | 獲獎     | [ 12 ]   |
| 女性电影记者联盟         | 2010年 | 最难忘时刻（与艾伦·佩吉分享）                                                    | 《盗梦空间》（Inception）                                                 | 提名     | [ 13 ]   |
| 女性电影记者联盟         | 2016年 | 最佳男主角                                                                       | 《荒野猎人》（The Revenant）                                              | 獲獎     | [ 14 ]   |
| 奥斯汀影评人协会         | 2007年 | 最佳男主角                                                                       | 《无间道风云》（The Departed）                                            | 獲獎     | [ 15 ]   |
| 奥斯汀影评人协会         | 2015年 | 最佳男主角                                                                       | 《荒野猎人》（The Revenant）                                              | 提名     | [ 16 ]   |
| 澳洲影评人协会           | 2014年 | 最佳男主角                                                                       | 《了不起的盖茨比》（The Great Gatsby）                                    | 提名     | [ 17 ]   |
| 百事达巨星奖             | 1997年 | 最受欢迎男演员（浪漫类）                                                         | 《羅密歐與茱麗葉之後現代激情篇》（William Shakespeare's Romeo ＋ Juliet） | 獲獎     | [ 20 ]   |
| 百事达巨星奖             | 1998年 | 最受欢迎男演员（剧情类）                                                         | 《泰坦尼克号》（Titanic）                                                 | 獲獎     | [ 21 ]   |
| 波士頓影評人協會         | 2006年 | 最佳整体演出                                                                     | 《无间道风云》（The Departed）                                            | 亚军     | [ 22 ]   |
| 波士頓影評人協會         | 2013年 | 最佳男主角                                                                       | 《华尔街之狼》（The Wolf of Wall Street）                                 | 亚军     | [ 23 ]   |
| 波士頓影評人協會         | 2015年 | 最佳男主角                                                                       | 《荒野猎人》（The Revenant）                                              | 獲獎     | [ 24 ]   |
| 芝加哥影评人协会         | 1993年 | 最佳新人                                                                         | 《不一样的天空》（What's Eating Gilbert Grape?）                          | 獲獎     | [ 25 ]   |
| 芝加哥影评人协会         | 2006年 | 最佳男主角                                                                       | 《无间道风云》（The Departed）                                            | 提名     | [ 22 ]   |
| 芝加哥影评人协会         | 2012年 | 最佳男配角                                                                       | 《被解救的姜戈》（Django Unchained）                                      | 提名     | [ 27 ]   |
| 芝加哥影评人协会         | 2015年 | 最佳男主角                                                                       | 《荒野猎人》（The Revenant）                                              | 獲獎     | [ 28 ]   |
| 评论家选择电影奖         | 2005年 | 最佳男主角                                                                       | 《飞行家》（The Aviator）                                                 | 提名     | [ 29 ]   |
| 评论家选择电影奖         | 2007年 | 最佳男主角                                                                       | 《血钻》（Blood Diamond）                                                 | 提名     | [ 30 ]   |
| 评论家选择电影奖         | 2007年 | 最佳男主角                                                                       | 《无间道风云》（The Departed）                                            | 提名     | [ 30 ]   |
| 评论家选择电影奖         | 2007年 | 最佳整体演出                                                                     | 《无间道风云》（The Departed）                                            | 提名     | [ 30 ]   |
| 评论家选择电影奖         | 2012年 | 最佳男主角                                                                       | 《胡佛》（J. Edgar）                                                      | 提名     | [ 31 ]   |
| 评论家选择电影奖         | 2014年 | 最佳喜剧男主角                                                                   | 《华尔街之狼》（The Wolf of Wall Street）                                 | 獲獎     | [ 32 ]   |
| 评论家选择电影奖         | 2016年 | 最佳男主角                                                                       | 《荒野猎人》（The Revenant）                                              | 獲獎     | [ 33 ]   |
| 评论家选择电影奖         | 2020年 | 最佳男主角                                                                       | 《好莱坞往事》（Once Upon a Time in Hollywood）                           | 提名     | [ 34 ]   |
| 评论家选择电影奖         | 2020年 | 最佳整体演出                                                                     | 《好莱坞往事》（Once Upon a Time in Hollywood）                           | 提名     | [ 34 ]   |
| 达拉斯—沃斯堡影评人协会  | 2004年 | 最佳男主角                                                                       | 《飞行家》（The Aviator）                                                 | 提名     | [ 35 ]   |
| 达拉斯—沃斯堡影评人协会  | 2006年 | 最佳男主角                                                                       | 《无间道风云》（The Departed）                                            | 提名     | [ 36 ]   |
| 达拉斯—沃斯堡影评人协会  | 2006年 | 最佳男主角                                                                       | 《血钻》（Blood Diamond）                                                 | 提名     | [ 36 ]   |
| 达拉斯—沃斯堡影评人协会  | 2013年 | 最佳男主角                                                                       | 《华尔街之狼》（The Wolf of Wall Street）                                 | 提名     | [ 37 ]   |
| 达拉斯—沃斯堡影评人协会  | 2015年 | 最佳男主角                                                                       | 《荒野猎人》（The Revenant）                                              | 獲獎     | [ 38 ]   |
| 底特律影评人协会         | 2008年 | 最佳男主角                                                                       | 《革命之路》（Revolutionary Road）                                        | 提名     | [ 39 ]   |
| 底特律影评人协会         | 2013年 | 最佳男主角                                                                       | 《华尔街之狼》（The Wolf of Wall Street）                                 | 提名     | [ 40 ]   |
| 底特律影评人协会         | 2015年 | 最佳男主角                                                                       | 《荒野猎人》（The Revenant）                                              | 提名     | [ 41 ]   |
| 底特律影评人协会         | 2019年 | 最佳整体演出                                                                     | 《好莱坞往事》（Once Upon a Time in Hollywood）                           | 獲獎     | [ 42 ]   |
| 道林奖                   | 2012年 | 电影年度最佳男主角                                                               | 《胡佛》（J. Edgar）                                                      | 提名     | [ 44 ]   |
| 道林奖                   | 2014年 | 电影年度最佳男主角                                                               | 《华尔街之狼》（The Wolf of Wall Street）                                 | 提名     | [ 45 ]   |
| 道林奖                   | 2015年 | 电影年度最佳男主角                                                               | 《荒野猎人》（The Revenant）                                              | 獲獎     | [ 46 ]   |
| 都柏林影评人协会         | 2006年 | 最佳男主角                                                                       | 《无间道风云》（The Departed）                                            | 獲獎     | [ 48 ]   |
| 都柏林影评人协会         | 2013年 | 最佳男主角                                                                       | 《华尔街之狼》（The Wolf of Wall Street）                                 | 提名     | [ 49 ]   |
| 帝国奖                   | 2007年 | 最佳男主角                                                                       | 《无间道风云》（The Departed）                                            | 提名     | [ 50 ]   |
| 帝国奖                   | 2011年 | 最佳男主角                                                                       | 《盗梦空间》（Inception）                                                 | 提名     | [ 51 ]   |
| 帝国奖                   | 2014年 | 最佳男主角                                                                       | 《华尔街之狼》（The Wolf of Wall Street）                                 | 提名     | [ 52 ]   |
| 帝国奖                   | 2016年 | 最佳男主角                                                                       | 《荒野猎人》（The Revenant）                                              | 提名     | [ 53 ]   |
| 澳洲影评人协会           | 2013年 | 最佳男主角                                                                       | 《了不起的盖茨比》（The Great Gatsby）                                    | 提名     | [ 54 ]   |
| 好莱坞影评人协会         | 2020年 | 最佳演出                                                                         | 《好莱坞往事》（Once Upon a Time in Hollywood）                           | 提名     | [ 55 ]   |
| 好莱坞影评人协会         | 2020年 | 最佳男主角                                                                       | 《好莱坞往事》（Once Upon a Time in Hollywood）                           | 提名     | [ 55 ]   |
| 好萊塢電影獎             | 2004年 | 好莱坞演员奖                                                                     | 《飞行家》（The Aviator）                                                 | 獲獎     | [ 56 ]   |
| 爱尔兰影视学院           | 2007年 | 年度最佳国际电影男演员                                                           | 《无间道风云》（The Departed）                                            | 獲獎     | [ 57 ]   |
| 爱尔兰影视学院           | 2011年 | 年度最佳国际电影男演员                                                           | 《盗梦空间》（Inception）                                                 | 提名     | [ 58 ]   |
| 爱尔兰影视学院           | 2012年 | 年度最佳国际电影男演员                                                           | 《胡佛》（J. Edgar）                                                      | 提名     | [ 59 ]   |
| 爱尔兰影视学院           | 2014年 | 年度最佳国际电影男演员                                                           | 《华尔街之狼》（The Wolf of Wall Street）                                 | 提名     | [ 60 ]   |
| 爱尔兰影视学院           | 2016年 | 年度最佳国际电影男演员                                                           | 《荒野猎人》（The Revenant）                                              | 獲獎     | [ 61 ]   |
| 伦敦影评人协会           | 2005年 | 年度最佳男演员                                                                   | 《飞行家》（The Aviator）                                                 | 提名     | [ 62 ]   |
| 伦敦影评人协会           | 2014年 | 年度最佳男演员                                                                   | 《华尔街之狼》（The Wolf of Wall Street）                                 | 提名     | [ 63 ]   |
| 伦敦影评人协会           | 2016年 | 年度最佳男演员                                                                   | 《荒野猎人》（The Revenant）                                              | 提名     | [ 64 ]   |
| 洛杉磯影評人協會         | 1993年 | 新时代奖                                                                         | 《不一样的天空》（What's Eating Gilbert Grape?）                          | 獲獎     | [ 65 ]   |
| MTV影视大奖              | 1997年 | 最佳接吻 （与克莱尔·丹尼斯分享）                                                 | 《罗密欧与朱丽叶》（William Shakespeare's Romeo ＋ Juliet）               | 提名     | [ 66 ]   |
| MTV影视大奖              | 1997年 | 最佳搭档 （与克莱尔·丹尼斯分享）                                                 | 《罗密欧与朱丽叶》（William Shakespeare's Romeo ＋ Juliet）               | 提名     | [ 66 ]   |
| MTV影视大奖              | 1997年 | 最佳男演员                                                                       | 《罗密欧与朱丽叶》（William Shakespeare's Romeo ＋ Juliet）               | 提名     | [ 66 ]   |
| MTV影视大奖              | 1998年 | 最佳接吻（与凯特·温斯莱特分享）                                                  | 《泰坦尼克号》（Titanic）                                                 | 提名     | [ 67 ]   |
| MTV影视大奖              | 1998年 | 最佳男演员                                                                       | 《泰坦尼克号》（Titanic）                                                 | 獲獎     | [ 67 ]   |
| MTV影视大奖              | 1998年 | 最佳搭档 （与凯特·温斯莱特分享）                                                 | 《泰坦尼克号》（Titanic）                                                 | 提名     | [ 67 ]   |
| MTV影视大奖              | 2003年 | 最佳接吻（与卡梅隆·迪亚兹分享）                                                  | 《纽约黑帮》（Gangs of New York）                                         | 提名     | [ 68 ]   |
| MTV影视大奖              | 2003年 | 最佳男演员                                                                       | 《猫鼠游戏》（Catch Me If You Can）                                       | 提名     | [ 68 ]   |
| MTV影视大奖              | 2005年 | 最佳男演员                                                                       | 《飞行家》（The Aviator）                                                 | 獲獎     | [ 69 ]   |
| MTV影视大奖              | 2011年 | 最佳令人惊叹时刻（与艾伦·佩吉分享）                                              | 《盗梦空间》（Inception）                                                 | 提名     | [ 70 ]   |
| MTV影视大奖              | 2013年 | 最佳反派                                                                         | 《被解救的姜戈》（Django Unchained）                                      | 提名     | [ 71 ]   |
| MTV影视大奖              | 2013年 | 最佳搭档 （与塞缪尔·L·杰克逊分享）                                               | 《被解救的姜戈》（Django Unchained）                                      | 提名     | [ 71 ]   |
| MTV影视大奖              | 2014年 | 最佳雷人时刻                                                                     | 《华尔街之狼》（The Wolf of Wall Street）                                 | 獲獎     | [ 72 ]   |
| MTV影视大奖              | 2016年 | 最佳男演员                                                                       | 《荒野猎人》（The Revenant）                                              | 獲獎     | [ 73 ]   |
| MTV影视大奖              | 2016年 | 最佳打斗 （休·格拉斯（莱昂纳多·迪卡普里奥饰演）与熊）                            | 《荒野猎人》（The Revenant）                                              | 提名     | [ 73 ]   |
| 国家审查委员会           | 1994年 | 最佳男配角                                                                       | 《不一样的天空》（What's Eating Gilbert Grape?）                          | 獲獎     | [ 74 ]   |
| 国家审查委员会           | 2007年 | 最佳演出                                                                         | 《无间道风云》（The Departed）                                            | 獲獎     | [ 75 ]   |
| 国家审查委员会           | 2013年 | 最佳男配角                                                                       | 《被解救的姜戈》（Django Unchained）                                      | 獲獎     | [ 74 ]   |
| 国家审查委员会           | 2014年 | 事业合作奖                                                                       | 莱昂纳多·迪卡普里奥 （与马丁·西科塞斯分享)                                | 獲獎     | [ 76 ]   |
| 國家影評人協會           | 1994年 | 最佳男配角                                                                       | 《不一样的天空》（What's Eating Gilbert Grape?）                          | 亚军     | [ 77 ]   |
| 纽约影评人协会           | 1994年 | 最佳男配角                                                                       | 《不一样的天空》（What's Eating Gilbert Grape?）                          | 亚军     | [ 78 ]   |
| 尼克频道儿童选择奖       | 2009年 | 绿色环保大奖                                                                     | 莱昂纳多·迪卡普里奥                                                       | 獲獎     | [ 79 ]   |
| 在线影评人协会奖         | 2005年 | 最佳男主角                                                                       | 《飞行家》（The Aviator）                                                 | 提名     | [ 80 ]   |
| 在线影评人协会奖         | 2007年 | 最佳男主角                                                                       | 《无间道风云》（The Departed）                                            | 提名     | [ 81 ]   |
| 在线影评人协会奖         | 2015年 | 最佳男主角                                                                       | 《荒野猎人》（The Revenant）                                              | 提名     | [ 82 ]   |
| 棕榈泉国际电影节         | 2009年 | 最佳整体表演                                                                     | 《革命之路》（Revolutionary Road）                                        | 獲獎     | [ 83 ]   |
| 人民选择奖               | 2007年 | 最受欢迎银幕搭档 （与马特·达蒙以及杰克·尼科尔森共享）                            | 《无间道风云》（The Departed）                                            | 提名     | [ 84 ]   |
| 人民选择奖               | 2011年 | 最受欢迎银幕团队 （与汤姆·哈迪、艾伦·佩吉、迪利普·劳以及约瑟夫·高登-莱维特分享） | 《盗梦空间》（Inception）                                                 | 提名     | [ 85 ]   |
| 人民选择奖               | 2011年 | 最受欢迎电影演员                                                                 | 《盗梦空间》（Inception）                                                 | 提名     | [ 85 ]   |
| 人民选择奖               | 2014年 | 最受欢迎剧情类电影男演员                                                         | 《了不起的盖茨比》（The Great Gatsby）                                    | 獲獎     | [ 86 ]   |
| 人民选择奖               | 2014年 | 最受欢迎电影演员                                                                 | 《了不起的盖茨比》（The Great Gatsby）                                    | 提名     | [ 86 ]   |
| 人民选择奖               | 2019年 | 最受欢迎剧情类电影明星                                                           | 《好莱坞往事》（Once Upon a Time in Hollywood）                           | 提名     | [ 87 ]   |
| 黃金時段艾美獎           | 2014年 | 优秀纪录片或纪实类特别作品（以执行制片人身份）                                   | 《维龙加》（Virunga）                                                     | 提名     | [ 89 ]   |
| 伦勃朗奖                 | 2014年 | 最佳外国演员                                                                     | 《了不起的盖茨比》（The Great Gatsby）                                    | 獲獎     | [ 90 ]   |
| 聖地牙哥影評人協會       | 2012年 | 群戏最佳演绎                                                                     | 《被解救的姜戈》（Django Unchained）                                      | 提名     | [ 91 ]   |
| 聖地牙哥影評人協會       | 2015年 | 男主角最佳演绎                                                                   | 《荒野猎人》（The Revenant）                                              | 獲獎     | [ 92 ]   |
| 聖地牙哥影評人協會       | 2019年 | 群戏最佳演绎                                                                     | 《好莱坞往事》（Once Upon a Time in Hollywood）                           | 提名     | [ 93 ]   |
| 圣芭芭拉国际电影节       | 2013年 | 里维埃拉演艺成就奖                                                               | 莱昂纳多·迪卡普里奥                                                       | 獲獎     | [ 94 ]   |
| 圣芭芭拉国际电影节       | 2014年 | 电影先锋奖                                                                       | 莱昂纳多·迪卡普里奥（与马丁·西科塞斯分享）                                | 獲獎     | [ 95 ]   |
| 卫星奖                   | 1998年 | 戏剧组最佳男演员                                                                 | 《泰坦尼克号》（Titanic）                                                 | 提名     | [ 96 ]   |
| 卫星奖                   | 2006年 | 戏剧组最佳男演员                                                                 | 《血钻》（Blood Diamond）                                                 | 提名     | [ 97 ]   |
| 卫星奖                   | 2006年 | 最佳男配角                                                                       | 《无间道风云》（The Departed）                                            | 獲獎     | [ 97 ]   |
| 卫星奖                   | 2006年 | 最佳电影演员阵容                                                                 | 《无间道风云》（The Departed）                                            | 獲獎     | [ 97 ]   |
| 卫星奖                   | 2008年 | 戏剧组最佳男演员                                                                 | 《革命之路》（Revolutionary Road）                                        | 提名     | [ 98 ]   |
| 卫星奖                   | 2010年 | 戏剧组最佳男演员                                                                 | 《盗梦空间》（Inception）                                                 | 提名     | [ 99 ]   |
| 卫星奖                   | 2011年 | 戏剧组最佳男演员                                                                 | 《胡佛》（J. Edgar）                                                      | 提名     | [ 100 ]  |
| 卫星奖                   | 2014年 | 戏剧组最佳男演员                                                                 | 《华尔街之狼》（The Wolf of Wall Street）                                 | 提名     | [ 101 ]  |
| 卫星奖                   | 2016年 | 戏剧组最佳男演员                                                                 | 《荒野猎人》（The Revenant）                                              | 獲獎     | [ 102 ]  |
| 卫星奖                   | 2020年 | 戏剧组最佳男演员                                                                 | 《好莱坞往事》（Once Upon a Time in Hollywood）                           | 提名     | [ 103 ]  |
| 土星奖                   | 2011年 | 银幕最佳男主角                                                                   | 《禁闭岛》（Shutter Island）                                              | 提名     | [ 104 ]  |
| 土星奖                   | 2011年 | 银幕最佳男主角                                                                   | 《盗梦空间》（Inception）                                                 | 提名     | [ 104 ]  |
| 土星奖                   | 2015年 | 银幕最佳男主角                                                                   | 《荒野猎人》（The Revenant）                                              | 提名     | [ 105 ]  |
| 尖叫奖                   | 2010年 | 最佳科幻类男主角                                                                 | 《盗梦空间》（Inception）                                                 | 獲獎     | [ 106 ]  |
| 尖叫奖                   | 2010年 | 最佳恐怖类男主角                                                                 | 《禁闭岛》（Shutter Island）                                              | 提名     | [ 107 ]  |
| 银幕演员协会奖           | 1997年 | 银幕群体演出杰出演绎                                                             | 《马文的房间》（Marvin's Room）                                           | 提名     | [ 108 ]  |
| 银幕演员协会奖           | 1998年 | 银幕群体演出杰出演绎                                                             | 《泰坦尼克号》（Titanic）                                                 | 提名     | [ 109 ]  |
| 银幕演员协会奖           | 2005年 | 银幕最佳男主角杰出演绎                                                           | 《飞行家》（The Aviator）                                                 | 提名     | [ 110 ]  |
| 银幕演员协会奖           | 2005年 | 银幕群体演出杰出演绎                                                             | 《飞行家》（The Aviator）                                                 | 提名     | [ 110 ]  |
| 银幕演员协会奖           | 2007年 | 银幕最佳男配角杰出演绎                                                           | 《无间道风云》（The Departed）                                            | 提名     | [ 111 ]  |
| 银幕演员协会奖           | 2007年 | 银幕群体演出杰出演绎                                                             | 《无间道风云》（The Departed）                                            | 提名     | [ 111 ]  |
| 银幕演员协会奖           | 2007年 | 银幕最佳男主角杰出演绎                                                           | 《血钻》（Blood Diamond）                                                 | 提名     | [ 111 ]  |
| 银幕演员协会奖           | 2012年 | 银幕最佳男主角杰出演绎                                                           | 《胡佛》（J. Edgar）                                                      | 提名     | [ 112 ]  |
| 银幕演员协会奖           | 2016年 | 银幕最佳男主角杰出演绎                                                           | 《荒野猎人》（The Revenant）                                              | 獲獎     | [ 113 ]  |
| 银幕演员协会奖           | 2020年 | 银幕最佳男主角杰出演绎                                                           | 《好莱坞往事》（Once Upon a Time in Hollywood）                           | 提名     | [ 114 ]  |
| 银幕演员协会奖           | 2020年 | 银幕群体演出杰出演绎                                                             | 《好莱坞往事》（Once Upon a Time in Hollywood）                           | 提名     | [ 114 ]  |
| 圣路易斯影评人协会       | 2007年 | 最佳男主角                                                                       | 《无间道风云》（The Departed）                                            | 提名     | [ 115 ]  |
| 圣路易斯影评人协会       | 2007年 | 最佳男主角                                                                       | 《血钻》（Blood Diamond）                                                 | 提名     | [ 115 ]  |
| 圣路易斯影评人协会       | 2008年 | 最佳男主角                                                                       | 《革命之路》（Revolutionary Road）                                        | 提名     | [ 115 ]  |
| 圣路易斯影评人协会       | 2015年 | 最佳男主角                                                                       | 《荒野猎人》（The Revenant）                                              | 獲獎     | [ 115 ]  |
| 青少年选择奖             | 1999年 | 电影-最佳发飙场景                                                                | 《名人百态》（Celebrity）                                                 | 提名     | [ 116 ]  |
| 青少年选择奖             | 2000年 | 电影-最佳男演员                                                                  | 《海滩》（The Beach）                                                     | 提名     | [ 117 ]  |
| 青少年选择奖             | 2000年 | 最佳化学反应（与维吉妮·勒杜扬分享）                                              | 《海滩》（The Beach）                                                     | 提名     | [ 117 ]  |
| 青少年选择奖             | 2003年 | 最佳银幕接吻（与卡梅隆·迪亚兹分享）                                              | 《纽约黑帮》（Gangs of New York）                                         | 提名     | [ 119 ]  |
| 青少年选择奖             | 2003年 | 最佳银幕骗子                                                                     | 《猫鼠游戏》（Catch Me If You Can）                                       | 獲獎     | [ 119 ]  |
| 青少年选择奖             | 2005年 | 最佳男演员：剧情类                                                               | 《飞行家》（The Aviator）                                                 | 提名     | [ 120 ]  |
| 青少年选择奖             | 2007年 | 最佳男演员：剧情类                                                               | The Departed and Blood Diamond                                            | 提名     | [ 121 ]  |
| 青少年选择奖             | 2010年 | 最佳电影男演员：恐怖/惊悚片                                                      | 《禁闭岛》（Shutter Island）                                              | 獲獎     | [ 122 ]  |
| 青少年选择奖             | 2013年 | 最佳男演员：剧情类                                                               | 《了不起的盖茨比》（The Great Gatsby）                                    | 提名     | [ 123 ]  |
| 青少年选择奖             | 2016年 | 最佳男演员：剧情类                                                               | 《荒野猎人》（The Revenant）                                              | 獲獎     | [ 124 ]  |
| 温哥华影评人协会         | 2007年 | 最佳男主角                                                                       | 《无间道风云》（The Departed）                                            | 提名     | [ 125 ]  |
| 温哥华影评人协会         | 2016年 | 最佳男主角                                                                       | 《荒野猎人》（The Revenant）                                              | 提名     | [ 126 ]  |
| 视觉效果协会             | 2005年 | 特效镜头最杰出表现演员                                                           | 《飞行家》（The Aviator）                                                 | 提名     | [ 127 ]  |
| 华盛顿地区电影评论家协会 | 2004年 | 最佳男主角                                                                       | 《飞行家》（The Aviator）                                                 | 提名     | [ 128 ]  |
| 华盛顿地区电影评论家协会 | 2008年 | 最佳整体表演                                                                     | 《革命之路》（Revolutionary Road）                                        | 提名     | [ 129 ]  |
| 华盛顿地区电影评论家协会 | 2012年 | 最佳男配角                                                                       | 《被解救的姜戈》（Django Unchained）                                      | 提名     | [ 130 ]  |
| 华盛顿地区电影评论家协会 | 2013年 | 最佳男主角                                                                       | 《华尔街之狼》（The Wolf of Wall Street）                                 | 提名     | [ 131 ]  |
| 华盛顿地区电影评论家协会 | 2015年 | 最佳男主角                                                                       | 《荒野猎人》（The Revenant）                                              | 獲獎     | [ 132 ]  |
| 华盛顿地区电影评论家协会 | 2019年 | 最佳男主角                                                                       | 《好莱坞往事》（Once Upon a Time in Hollywood）                           | 提名     | [ 133 ]  |
| 华盛顿地区电影评论家协会 | 2019年 | 最佳整体演出                                                                     | 《好莱坞往事》（Once Upon a Time in Hollywood）                           | 提名     | [ 133 ]  |
| 青年艺术家奖             | 1991年 | 日间剧最佳青年男演员                                                             | 《圣巴巴拉》（Santa Barbara）                                             | 提名     | [ 134 ]  |
| 青年艺术家奖             | 1991年 | 新播剧最佳青年男主演                                                             | 《为人父母》（Parenthood）                                                | 提名     | [ 134 ]  |
| 青年艺术家奖             | 1992年 | 电视剧最佳青年男助演                                                             | 《成长的烦恼》（Growing Pains）                                           | 提名     | [ 135 ]  |
| 萬千呃Like賀台慶         | 2016年 | 最Like男主角                                                                     | 《泰坦尼克号》（Titanic）                                                 | 提名     | [ 136 ]  |

## 脚注